# 上海交通大学体育系
体育系，为上海交通大学的一个直属系，成立于1986年，有小球、大球、拳操、田径四个教研室。